# Wc
wc (от англ. word count — «количество слов») — UNIX-утилита, выводящая число переводов строк, слов и байт для каждого указанного файла и итоговую строку, если было задано несколько файлов. Если входной файл не задан, или равен ‘-‘, то данные считываются со стандартного ввода.
Простой пример использования wc:
```
$ wc ideas.txt excerpt.txt 
     40     149     947 ideas.txt
   2294   16638   97724 excerpt.txt
   2334   16787   98671 total
```

В первой колонке содержится количество строк, во второй — слов, в третьей — символов.
Новые версии wc различают подсчет байтов и символов, чтобы правильно работать с кодировками вроде UTF-8, включающими многобайтовые коды символов. Для выбора режима работы используются ключи -c и -m.
Изначально GNU wc входил в состав пакета GNU textutils, но сейчас он является частью GNU coreutils.

## Использование
```
   wc -l <filename> вывести количество строк
   wc -c <filename> вывести количество байт
   wc -m <filename> вывести количество символов
   wc -L <filename> вывести длину самой длинной строки
   wc -w <filename> вывести количество слов
```